# Gabriele Ferzetti
Gabriele Ferzetti, eigentlich Pasquale Ferzetti (* 17. März 1925 in Rom; † 2. Dezember 2015 ebenda), war ein italienischer Film- und Bühnenschauspieler.

## Leben
Gabriele Ferzetti trat schon als Student im Jahr 1942 in einigen Filmen als Komparse auf. Nach einem Diplom an der Accademia d’Arte Drammatica war er auf der Bühne unter anderem unter Luchino Visconti in Rosalinda o come vi piace und in anderen zeitgenössischen Stücken zu sehen, begann aber auch ab 1946 eine Karriere als Filmdarsteller – im ersten Schaffensjahrzehnt zunächst in Neben- und zweiten Hauptrollen damals gängiger Dramen und Romanzen. Michelangelo Antonioni schöpfte Ferzettis ganzes Potential aus, als er ihn 1955 in den Rollen des „Lorenzo“ (in Freundinnen) und vor allem 1960 der des rastlosen Playboys Sandro (im kontroversen Die mit der Liebe spielen) besetzte. Es folgten zwar weitere zwiespältige und unsichere Figuren: betrogene Ehemänner, Frauenhelden, vornehme Diebe in sentimentalen Filmen, interessanter und glaubhafter waren jedoch Ferzettis komplexere und getriebene Charakterstudien (beredte Lebemänner und Machtmenschen mit zynischer Lebensauffassung oder existentieller Unsicherheit) in dramatischen Werken von Autoren wie Roberto Faenza und Salvatore Samperi und unter Regisseuren wie Elio Petri, Mauro Bolognini, Alberto Lattuada, Luigi Zampa und Liliana Cavani.
Dabei war er gegen Ende der 1960er-Jahre und im darauffolgenden Jahrzehnt in einigen Klassikern des Genrekinos zu sehen: 1968 als todkranker Eisenbahn-Baron Morton in Sergio Leones berühmtem Western Spiel mir das Lied vom Tod; ein Jahr später erschien er im James-Bond-Film Im Geheimdienst Ihrer Majestät als korsischer Mafiaboss Marc Ange Draco; außerdem trat er in Mafiafilmen ebenso wie im Skandalfilm Der Nachtportier (1974) auf. Mit Beginn der 1980er-Jahre wurden seine (insgesamt 167) Film- und Fernsehauftritte seltener, hielten aber bis ins neue Jahrtausend an. Dafür war er nun etwas häufiger in Fernsehrollen zu sehen, die er 1967 (Dossier Mata Hari) begonnen hatte und mit überdurchschnittlichen Produktionen wie Psiche, amore mio 1968, Un uomo curioso 1975, Delitto e castigo 1982, der Miniserie Mord in der Toskana 1993 und Papa Luciani 2006 fortführte.
Auf der Bühne spielte Ferzetti über die Jahre in großen Klassikern der Moderne wie Wer hat Angst vor Virginia Woolf?, Eines langen Tages Reise in die Nacht oder Totentanz. Sehr erfolgreich waren dabei seine Interpretationen an der Seite von Anna Proclemer. In den 1980er- und 1990er-Jahren spielte er intensiver Theater (wieder der Totentanz, Italo Svevos L’avventura di Maria, Othello).
Zweimal (1953 für Gefährliche Schönheit und 1968 für Zwei Särge auf Bestellung) erhielt Ferzetti den Nastro d’Argento als bester Nebendarsteller.

## Filmografie (Auswahl)
- 1942: Bengasi
- 1942: Via delle Cinque Lune
- 1950: Duell in den Bergen (Barriera a settentrione)
- 1951: Hemmungslos – Drei verbotene Geschichten (Tre storie proibite)
- 1951: Undankbares Herz (Core ’ngrato)
- 1952: Puccini – Liebling der Frauen (Puccini)
- 1952: Warum hast du mich betrogen? (Inganno)
- 1953: Gefährliche Schönheit (La provinciale)
- 1953: Hundert Jahre Liebe (Cento anni d’amore)
- 1953: Die Sonne in den Augen (Il sole negli occhi)
- 1954: Casanova – seine Liebe und Abenteuer (Le avventure di Giacomo Casanova)
- 1955: Die Freundinnen (Le amiche)
- 1955: Höllenfahrt nach Tobruk (Il prezzo della gloria)
- 1955: Ihr schlechter Ruf (Difendo il mio amore)
- 1955: Wiedersehe auf Capri (Un po’ di cielo)
- 1956: Donatella – Junge Liebe in Rom (Donatella)
- 1956: Mit Melone und Glacéhandschuhen (Parola di ladro)
- 1958: Marietto, Camilla und der liebe Gott (Marietto, la ballerina e il padreterno)
- 1958: Verliebte haben’s schwer (Tutti innamorati)
- 1959: Der Favorit der Zarin (Le Secret du chevalier d’Éon)
- 1959: Hannibal (Annibale)
- 1960: Die lange Nacht von 43 (La lunga notte del ’43)
- 1960: Die mit der Liebe spielen (L’avventura)
- 1960: Rote Lippen – schlanke Beine (Labbre rosse)
- 1960: Sie fragte nicht nach morgen (Le Croix des vivants)
- 1961: Congo vivo (Congo vivo)
- 1961: Dr. Malbus verschwand um vier (Rencontres)
- 1961: Jessica
- 1961: Verbrechen aus Liebe (Le Crime ne paie pas)
- 1962: Kaiserliche Venus (Venere imperiale)
- 1962: Treffpunkt Tanger (Finché dura la tempesta)
- 1963: La Calda Vita – Das heiße Leben (La calda vita)
- 1963: Tod, wo ist dein Sieg? (Mort, où est ta victoire?)
- 1963: Versuchung in Liebe (Un tentativo sentimentale)
- 1964: An einem heißen Sommermorgen (Par un beau matin d’été)
- 1965: Drei Zimmer in Manhattan (Trois chambres à Manhattan)
- 1966: Die Bibel (The Bible: In the Beginning…)
- 1967: Des Teufels Seligkeit (Grazie zia)
- 1967: Lieber eine junge Witwe (Meglio vedova)
- 1967: Zwei Särge auf Bestellung (A ciascuno il suo)
- 1968: Danke, Tante (Grazie, zia)
- 1968: Escalation
- 1968: Ein heißer November (Un bellissimo novembre)
- 1968: Mord auf der Via Veneto (Roma come Chicago)
- 1968: Spiel mir das Lied vom Tod (C’era una volta il West)
- 1968: Toujours l’Amour – Immer die Liebe (Toujours l’amour)
- 1968: Die Unschlagbaren (Gli intoccabili)
- 1969: James Bond 007 – Im Geheimdienst Ihrer Majestät (On her Majesty’s Secret Service)
- 1970: Das Geständnis (L’Aveu)
- 1970: Cannabis – Engel der Gewalt
- 1971: Ein Fischzug für 300 Millionen (Un’anguilla da 300 milioni)
- 1972: Champ Cherokee (Un uomo dalla pelle dura)
- 1972: Drei Milliarden ohne Fahrstuhl (Trois milliards sans ascenseur)
- 1973: Hitler – Die letzten zehn Tage (Hitler: The Last Ten Days)
- 1973: Seine Scheidung, ihre Scheidung (Divorce His, Divorce Hers)
- 1973: Die weiße Mafia (Bisturi la mafia bianca)
- 1974: In der Gewalt des Kindermörders (Fatevi vivi, la polizia non interverrà)
- 1974: Korruption im Justizpalast (Corruzione al palazzo di giustizia)
- 1974: Der Nachtportier (Il portiere di notte)
- 1974: Das Urteil – Prozeß im Schnellverfahren (Processo per direttissima)
- 1975: Ein Koffer aus Lausanne (Le Guêpier)
- 1975: Der Richter und sein Henker
- 1976: Gefangen, geschändet, erniedrigt (La Orca)
- 1976: Der Dreh mit dem Millionencoup (Gli amici di Nick Hezard)
- 1976: Nina – Nur eine Frage der Zeit (A Matter of Time)
- 1977: Wilde Früchte (Oedipus Orca)
- 1978: Die eiskalten Killer (Porci con la P. 38)
- 1978: Meine erste Liebe (Mon premier amour)
- 1978: Unheimliche Begegnung in der Tiefe (Incontri con gli umanoidi)
- 1979: Blutspur (Bloodline)
- 1979: Wechselvolle Jahre (Gli anni struggenti)
- 1982: Grog
- 1982: Das Vatikan-Komplott (Morte in Vaticano)
- 1983: Die goldenen Schuhe (Fernsehmehrteiler)
- 1985: Quo Vadis? (Fernsehmehrteiler)
- 1987: Julia und Julia (Giulia e Giulia)
- 1989: In 80 Tagen um die Welt (Around the world in 80 days) (Fernsehmehrteiler)
- 1992: Schwarzes Herz (Nero come il cuore)
- 1993: Mord in der Toskana (Delitti privati) (Fernsehminiserie)
- 1994: Weihnachtsfest mit Hindernissen (Natale con papà) (Fernsehfilm)
- 2006: Papa Luciani – Il sorriso di Dio